# Xylopia vieillardii
Xylopia vieillardii este o specie de plante angiosperme din genul Xylopia, familia Annonaceae, descrisă de Henri Ernest Baillon. Conform Catalogue of Life specia Xylopia vieillardii nu are subspecii cunoscute.